# 潍坊东站
潍坊东站是一个胶济线上的铁路车站，位于山东省潍坊市坊子区九龙街道车留庄，建于1902年，目前为四等站，邮政编码为261200。目前不办理客运业务，货运办理整车普通货物到发，设有通往华电潍坊发电和潍坊特钢集团的的专用线。